# Dimos Patmos
Dimos Patmos (Patmos) är en kommun i Grekland.   Den ligger i prefekturen Nomós Dodekanísou och regionen Sydegeiska öarna, i den östra delen av landet, 260 km öster om huvudstaden Aten. Antalet invånare är 3 053.